# Samuel Goudsmit
Samuel Abraham Goudsmit (La Haya, Países Bajos, 11 de julio de 1902 — Reno, Nevada, Estados Unidos, 4 de diciembre de 1978) fue un físico neerlandés-estadounidense reconocido por proponer de forma conjunta el concepto de espín del electrón junto a George Eugene Uhlenbeck en 1925.

## Biografía
Goudsmit estudió física en la Universidad de Leiden bajo la tutela de Paul Ehrenfest, obteniendo su doctorado en 1927. Después de recibir su doctorado, Goudsmit trabajó como profesor en la Universidad de Míchigan entre 1927 y 1946. En 1930 fue coautor de un texto junto a Linus Pauling titulado «La estructura de los espectros de líneas». Durante la Segunda Guerra Mundial trabajó en el Instituto de Tecnología de Massachusetts.
Fue también el director científico de la Operación Alsos y superaron con éxito al grupo alemán de físicos nucleares establecido en torno a Werner Heisenberg y Otto Hahn en Hechingen (entonces, en la zona francesa) antes que el físico francés Yves Rocard. Alsos formaba parte del Proyecto Manhattan, y fue diseñado para evaluar el progreso del proyecto de la bomba atómica nazi. En el libro Alsos publicado en 1947, Goudsmit concluye que los alemanes no se aproximaron a la creación de un arma atómica, lo cual atribuyó a la incapacidad de la ciencia para funcionar bajo un totalitarismo de estado (el desarrollo de armas atómicas por al menos otros dos estados totalitarios va en contra de esta conclusión, aunque hay que decir que las armas atómicas se han desarrollado más tarde, con el conocimiento de su posibilidad, y también a veces con tecnología robada). Su otra conclusión, que los científicos alemanes simplemente no comprendieron cómo fabricar una bomba atómica, ha sido cuestionada por historiadores posteriores (véase Heisenberg), pero por lo general su evaluación de la falta de progresos en el programa alemán –si no sus conclusiones de por qué ello fue así– se han mantenido en el tiempo. Después de la guerra fue por poco tiempo profesor en la Universidad de Northwestern y de 1948-1970 trabajó como científico senior en el Laboratorio Nacional de Brookhaven, dirigiendo el Departamento de Física en el periodo 1952-1960.

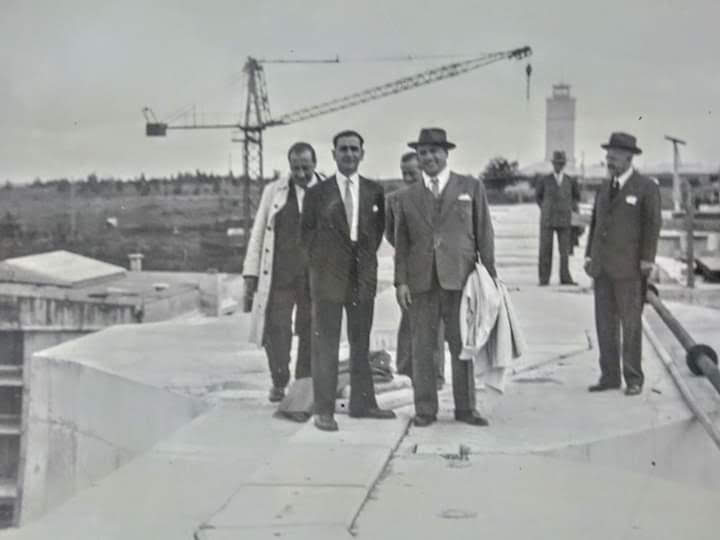
En la construcción de la Central Hidroeléctrica Rincón del Bonete en Uruguay, obra por Siemens Baunnion, paralizada en agosto de 1942.

## Editor dePhysical Reviews
Mientras tanto, se hizo muy conocido como redactor-jefe de la principal revista de física, Physical Review, publicada por la Sociedad Americana de Física (American Physical Society, APS). A su retirada como editor de la revista, en 1974, Goudsmit se trasladó a la facultad de la Universidad de Nevada en Reno.

## Estudios sobre egiptología
También hizo algunas contribuciones académicas a la egiptología publicadas en:
- Expedition, verano de 1972, pp. 13-16;
- American Journal of Archaeology 78, 1974 p. 78, y
- Journal of Near Eastern Studies 40, 1981 pp. 43–46.

La Colección Samuel A. Goudsmit de Antigüedades Egipcias reside en el Museo de Arqueología Kelsey de la Universidad de Míchigan, Ann Arbor, Míchigan.

## Obras
- Time (1966), Samuel A. Goudsmit y Robert Claiborne. Time-Life International, 1970. ISBN 070540188X
- Alsos (1996) Samuel Abraham Goudsmit. Springer. ISBN 1563964155